# کیتی سیلبرمن

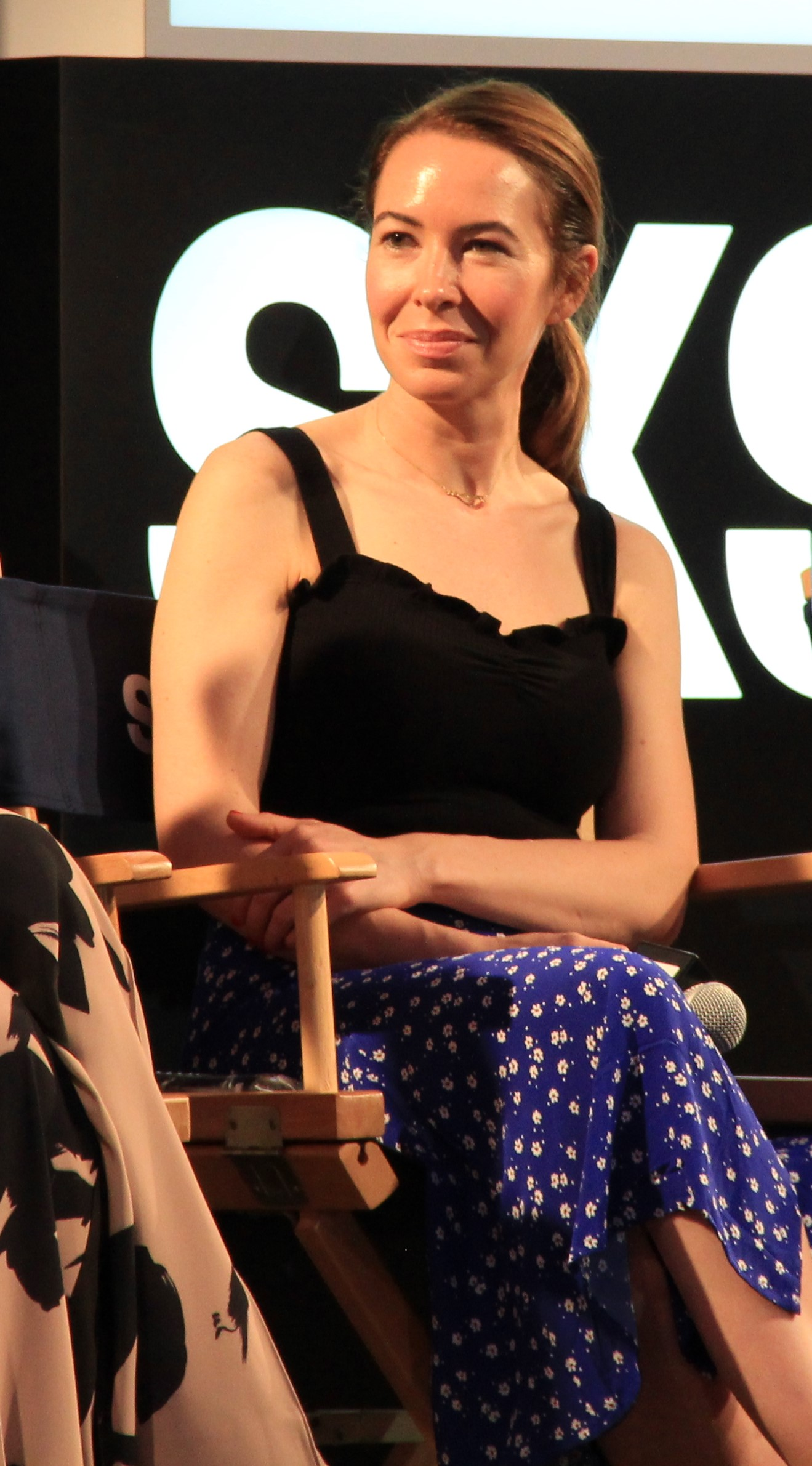
کیتی سیلبرمن، فیلم‌نامه‌نویس آمریکایی - ۲۰۱۹

کیتی سیلبرمن (به انگلیسی: Katie Silberman) فیلم‌نامه‌نویس و تهیه‌کننده اهل آمریکا است.

## فیلم‌شناسی
- بوک اسمارت (۲۰۱۹)
- تام و جری (۲۰۲۱)
- نگران نباش عزیزم (۲۰۲۲)